# Helmut Grobelin
Helmut Grobelin (* 24. května 1956 – 2007) byl německý zápasník–judista.

## Sportovní kariéra
S judem začínal v Duisburgu v klubu Hamborn 07. Vrcholově se připravoval v klubu SU Annen ve Wittenu. V západoněmecké reprezentaci se pohyboval od druhé poloviny sedmdesátých let v superlehké váze do 60 kg. V roce 1980 přišel o účast na olympijských hrách v Moskvě kvůli bojkotu způsobeném tehdejší studenou politikou. V osmdesátých letech ho v reprezentaci nahradil Peter Jupke. Po skončení sportovní kariéry se věnoval trenérské a funkcionářské práci. Zemřel v roce 2007.